# Agulletes de bruixa
Agulletes de bruixa, curripeus, cargola cicutària, rellotges (Erodium cicutarium), és una espècie de planta herbàcia anual, i en climes càlids biennal, dins la família geraniàcia. És nativa de la conca del Mediterrani, també es troba a tots els Països Catalans. Al segle xviii va ser introduïda a Amèrica del Nord,
on ha passat a ser una planta invasora particularment als deserts i praderies àrides del sud-oest dels Estats Units. Diverses espècies de formigues en cullen les llavors.

## Descripció

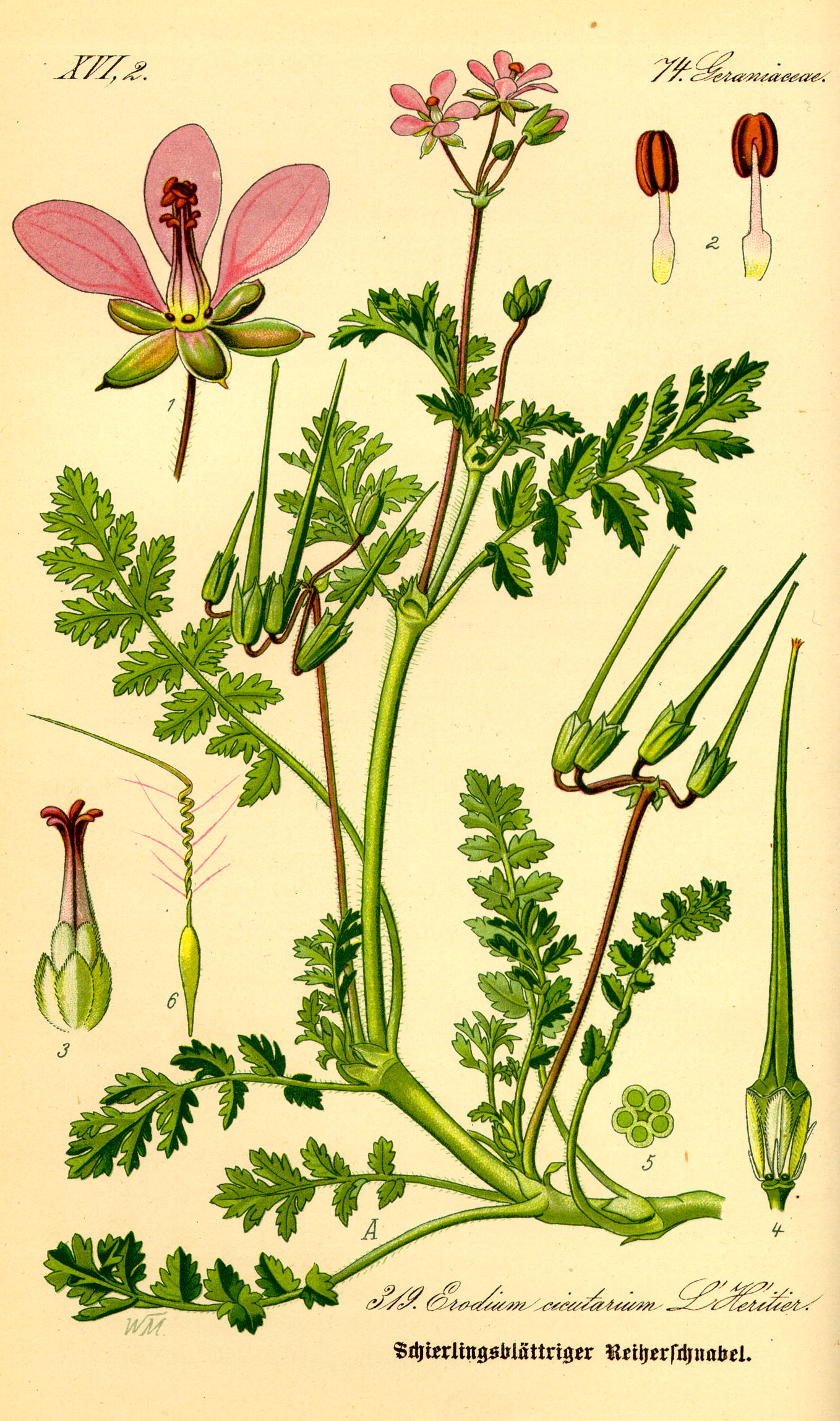
Parts de la cargola cicutària

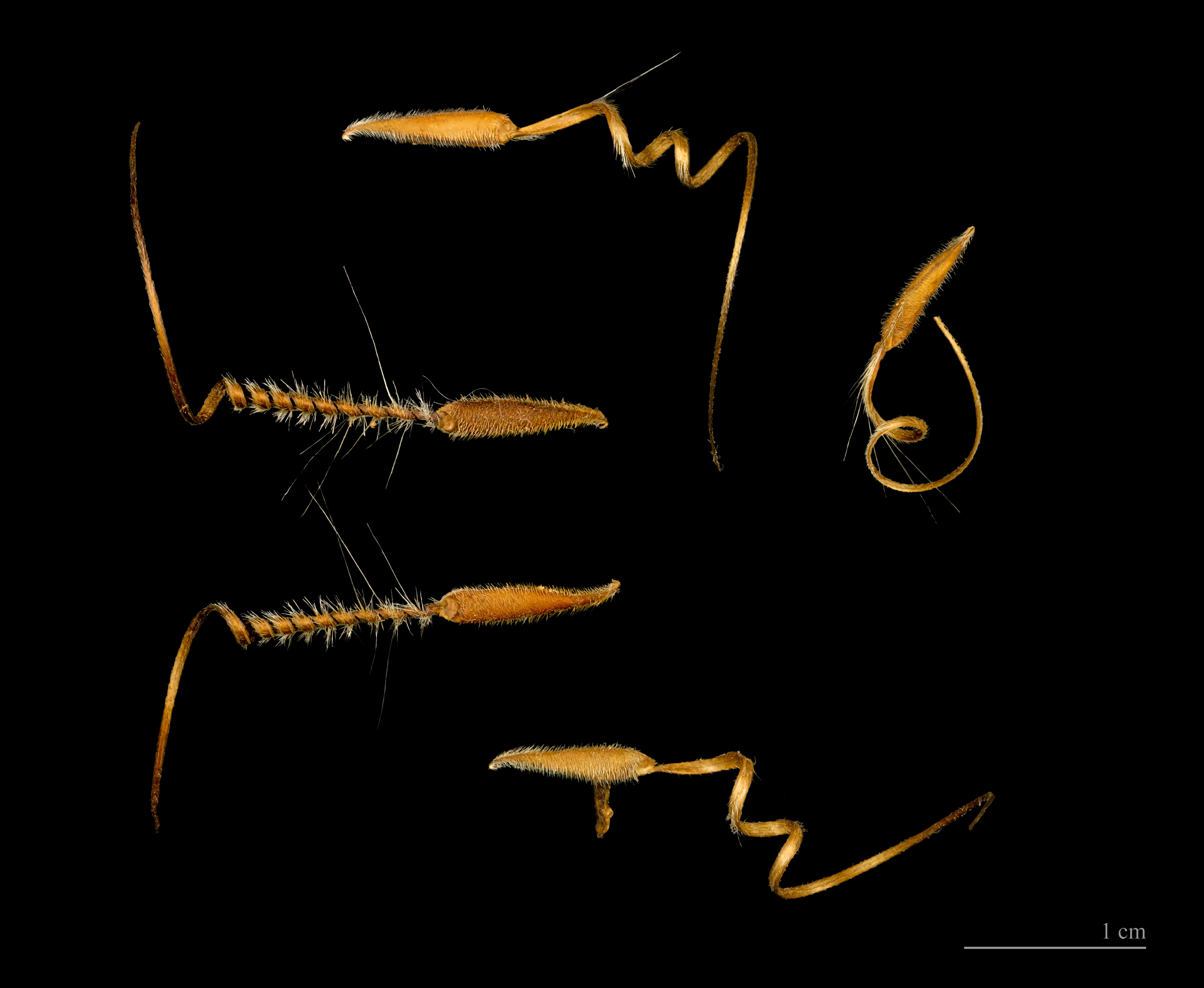
Mericarps secs

Planta herbàcia de 5 a 60 cm d'alt. El seu estadi inicial és acaule (sense tija). Fa una roseta basal de fulles compostes de 3 a 20 cm amb els folíols ovats o pinnatipartits. Pètals de 4 a 11 mm rosa o més o menys purpuris. Els fruits (mericarps) són pilosos amb el bec d'1 a 7 cm. En climes prou càlids es pot trobar florida gairebé tot l'any.
Tota la planta és comestible si es cull jove.
Els mericarps secs impulsen explosivament les llavors.